# Nikołaj Kowsz
Nikołaj Pietrowicz Kowsz (ros. Николай Петрович Ковш, ur. 22 stycznia 1965 w Moskwie) – rosyjski kolarz torowy reprezentujący ZSRR, wicemistrz olimpijski oraz brązowy medalista mistrzostw świata.

## Kariera
Pierwszy sukces w karierze Nikołaj Kowsz osiągnął w 1982 roku, kiedy zdobył złoty medal w sprincie indywidualnym na mistrzostwach świata juniorów. Rok później w tej samej kategorii wiekowej w sprincie zajął drugie miejsce. W 1988 roku wystartował na igrzyskach olimpijskich w Seulu, gdzie w tej konkurencji wywalczył srebrny medal, ulegając tylko reprezentantowi NRD Lutzowi Heßlichowi. W sprincie indywidualnym zdobył także brązowy medal podczas mistrzostw świata w Lyonie w 1989 roku, przegrywając jedynie z dwoma reprezentantami NRD: Billem Huckiem i Michaelem Hübnerem. Ponadto startował również na igrzyskach olimpijskich w Barcelonie, zajmując w swej koronnej konkurencji siódmą pozycję.